# Eviation Alice

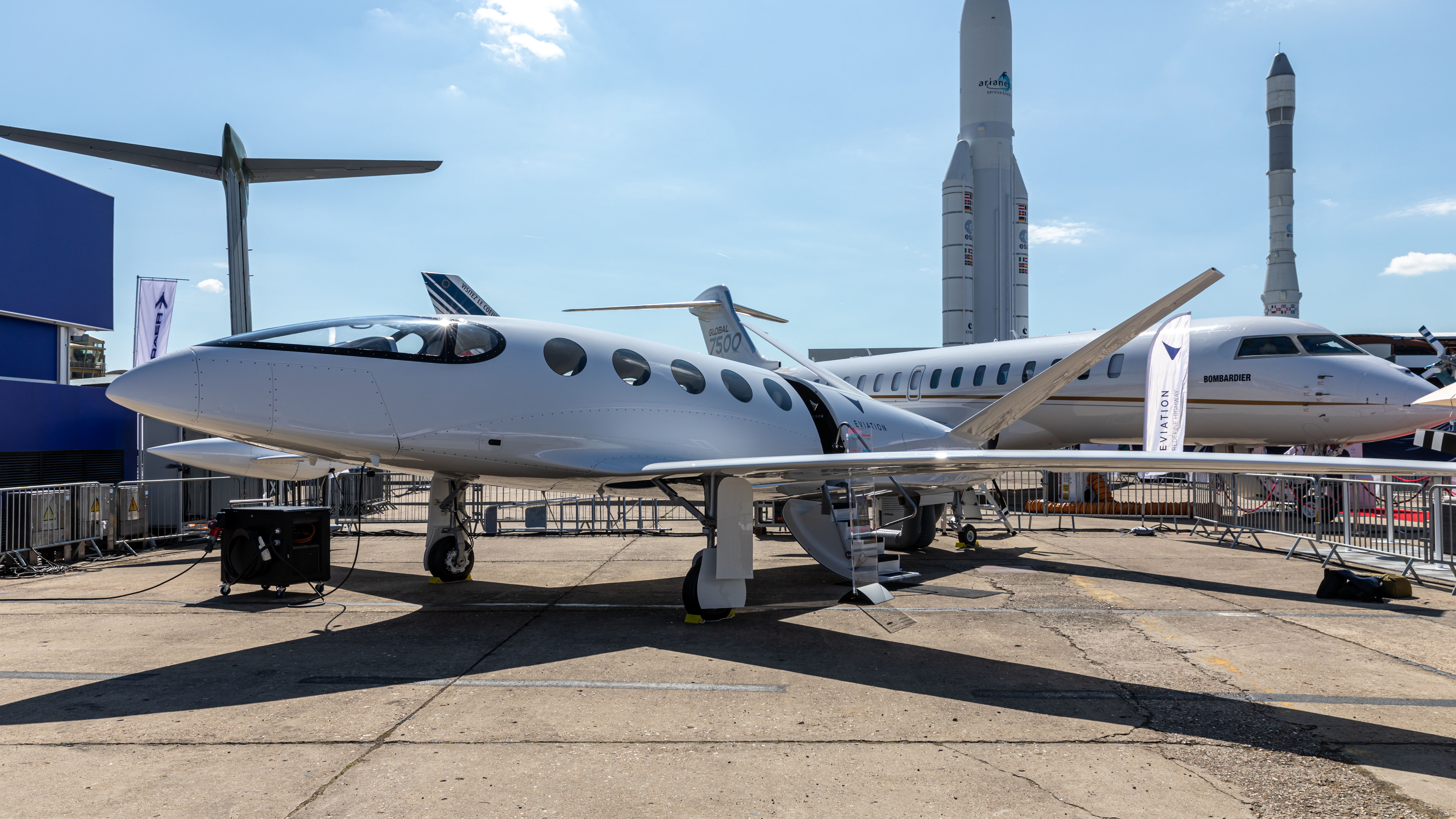
Eviation Alice met V-staart op de Paris Air Show 2019. In juli 2021 werd bekend dat het toestel een T-staart krijgt en twee motoren aan de achterzijde van de romp.

De Eviation Alice is een Israelisch ontwikkelingsproject voor een elektrisch passagiersvliegtuig geschikt voor negen passagiers en twee bemanningsleden. De eerste vlucht was op 27 september 2022. De eerste levering door vliegtuigbouwer Eviation Aircraft staat gepland voor eind 2024.

## Ontwerp
De Alice is voor 95% gemaakt uit composietmateriaal. Het eerste ontwerp van het vliegtuig bestond uit een laagdekker voorzien van een V-staart met drie elektrische motoren met duwpropellers. In juli 2021 werd een nieuw ontwerp van de Alice getoond met een T-staart en twee MagniX-elektrische motoren aan de achterzijde van de romp.
Het eerste toestel voor korte regionale taxivluchten zal nog niet zijn uitgerust met een drukcabine, deze is gepland voor latere versies. De energie wordt geleverd door een lithium-ion-batterij van 820 kWh met een gewicht van 3720 kg. Genoeg voor een vlucht van 815 km, waarna nog 45 minuten reservevliegtijd overblijft. De laadtijd door speciale laadvrachtwagens zal ongeveer 30 minuten per vlieguur bedragen.

## Brand in prototype
Op 22 januari 2020 is brand uitgebroken in een batterij onder in de vliegtuigromp van het prototype dat geheel werd verwoest. In december 2020 sprak Eviation Aircraft de verwachting uit om begin 2021 de eerste vlucht te maken, maar dit werd uiteindelijk september 2022. De vliegtuigcertificatie zou dan in de tweede helft van 2023 kunnen worden afgerond.

## Pre-orders
De Amerikaanse regionale vliegmaatschappij Cape Air was het eerste bedrijf dat een order plaatste bij Eviation Aircraft. In augustus 2021 maakte het transportbedrijf DHL bekend dat het twaalf vrachtversies van de Alice heeft besteld bij de elektrische vliegtuigmaker. Het is de bedoeling dat de vrachttoestellen in 2024 worden geleverd.

## Specificaties
- Type: Eviation Alice
- Fabriek: Eviation Aircraft (opgericht in 2015)
- Rol: Elektrisch passagiersvliegtuig
- Bemanning: 2
- Passagiers: 9
- Lengte: 17,09 m
- Spanwijdte: 18,00 m
- Hoogte: 3,84 m
- Maximum startgewicht: 7484 kg
- Nuttige lading: 1100 kg
- Batterij: 820 kWh, 3720 kg Li-ion
- Motoren: 2 × magniX 650 elektromotor, 640 kW (860pk) elk
- Eerste vlucht: 27 september 2022
- Status: ontwikkelingsfase

Prestaties:
- Kruissnelheid: 407 km/u
- Aanbevolen hoogte kruisvlucht: 3000 m
- Plafond: 9800 m
- Vliegbereik: 815 km
- Startbaanlengte: 790 m
- Landingsbaanlengte: 730 m